# Lijst van burgemeesters van Oosterbroek
Dit is een lijst van burgemeesters van de voormalige Nederlandse gemeente Oosterbroek in de provincie Groningen, op 1 juli 1965 ontstaan door de samenvoeging van de gemeenten Noordbroek en Zuidbroek. Op 1 januari 1990 werden de gemeenten Meeden en Muntendam met deze gemeente samengevoegd, waarna een jaar later de gemeente de nieuwe naam Menterwolde kreeg. In 2018 die deze gemeente dan weer opgegaan in de gemeente Midden-Groningen, een samenvoeging van de gemeentes Hoogezand-Sappemeer, Slochteren en dus Menterwolde.
| Ambtsperiode | Naam burgemeester | Partij of stroming | Bijzonderheden                                                                         |
| ------------ | ----------------- | ------------------ | -------------------------------------------------------------------------------------- |
| 1965 - 1979  | Albert Omta       |                    | was burgemeester van de opgeheven gemeente Noordbroek                                  |
| 1980 - 1989  | Harm Tees         | VVD                | werd burgemeester van Westerschouwen en vervolgens waarnemend burgemeester van Vledder |
| 1990 - 1991  | Ger Hut           | PvdA               | was burgemeester van de opgeheven gemeente Meeden, bleef burgemeester van Menterwolde  |